# Gabriel Grando
Gabriel Hamester Grando (Chapecó, Brasil; 29 de marzo de 2000) es un futbolista brasileño. Juega de portero y su equipo actual es el Cruzeiro de la  Serie A de Brasil 
.

## Trayectoria
Grando entró a las inferiores del Grêmio en 2014, y fue promovido al primer equipo en 2021.

## Selección nacional
Fue citado a la selección de Brasil en octubre de 2021.

## Estadísticas
Actualizado al último partido disputado el 2 de marzo de 2024.
| Club            | Div.          | Temporada     | Liga  | Liga  | Estatal | Estatal | Copas nacionales | Copas nacionales | Copas internacionales | Copas internacionales | Total | Total |
| Club            | Div.          | Temporada     | Part. | Goles | Part.   | Goles   | Part.            | Goles            | Part.                 | Goles                 | Part. | Goles |
| --------------- | ------------- | ------------- | ----- | ----- | ------- | ------- | ---------------- | ---------------- | --------------------- | --------------------- | ----- | ----- |
| Grêmio · Brasil | 1.ª           | 2021          | 24    | 0     | 0       | 0       | 3                | 0                | 4                     | 0                     | 31    | 0     |
| Grêmio · Brasil | 2.ª           | 2022          | 13    | 0     | 3       | 0       | 0                | 0                | —                     | —                     | 16    | 0     |
| Grêmio · Brasil | 1.ª           | 2023          | 31    | 0     | 1       | 0       | 7                | 0                | —                     | —                     | 39    | 0     |
| Grêmio · Brasil | 1.ª           | 2024          | 0     | 0     | 1       | 0       | 0                | 0                | 0                     | 0                     | 1     | 0     |
| Grêmio · Brasil | Total club    | Total club    | 68    | 0     | 5       | 0       | 10               | 0                | 4                     | 0                     | 87    | 0     |
| Total carrera   | Total carrera | Total carrera | 68    | 0     | 5       | 0       | 10               | 0                | 4                     | 0                     | 87    | 0     |

## Palmarés

### Títulos estatales
| Título            | Club   | País               | Año  |
| ----------------- | ------ | ------------------ | ---- |
| Campeonato Gaucho | Grêmio | Río Grande del Sur | 2021 |
| Campeonato Gaúcho | Grêmio | Río Grande del Sur | 2022 |
| Campeonato Gaúcho | Grêmio | Río Grande del Sur | 2023 |
| Recopa Gaúcha     | Grêmio | Río Grande del Sur | 2023 |